# Mariano Pierucci
Mariano Pierucci (Pisa, 28 ottobre 1893 – Pisa, 19 dicembre 1976) è stato un fisico italiano.

## Biografia
Laureatosi in fisica all'Università di Pisa con Angelo Battelli nel 1915, fu assistente alla sua cattedra fino al 1917, quando passò all'Università di Urbino come incaricato di fisica sperimentale, dirigendone pure l'Istituto di Fisica ed il locale Osservatorio Geofisico. 
Dopo le vicende belliche del primo conflitto mondiale, nel 1919 ritornò a Pisa, come assistente di Luigi Puccianti, fino al 1930; nel 1924, aveva nel frattempo conseguito la libera docenza in fisica sperimentale, tenendovi, dall'anno successivo, per incarico, il relativo insegnamento.
Nel 1930, vincendo un concorso nazionale a cattedre per fisica sperimentale, prese servizio come professore di fisica sperimentale presso l'Università di Modena, dove svolse l'intera carriera accademica.
Scienziato di vasti interessi, anche non prettamente naturalistici, diresse, per parecchi anni, l'Istituto di Fisica dove, tra gli altri, tenne pure gli insegnamenti di geometria analitica, meccanica razionale, fisica teorica, fisica superiore ed astronomia. Fu anche preside della Facoltà di Scienze, che allargò con nuovi corsi di laurea, introducendovi pure il biennio propedeutico d'ingegneria.
Negli anni 1944-45, per motivi legati al secondo conflitto mondiale, fu comandato a tenere sia l'insegnamento di geofisica all'Università di Pisa che quello di fisica presso l'Accademia Militare di Modena. Nel 1968, lasciò l'insegnamento universitario, venendo collocato a riposo, e subito dopo nominato professore emerito dell'Università di Modena. 
Le sue vaste ricerche, che lo coinvolsero fino agli ultimi anni della sua vita, riguardarono principalmente la termodinamica, l'elettromagnetismo, la fisica atomica, la spettroscopia, l'astronomia.
Socio dell'Accademia Nazionale di Scienze, Lettere e Arti di Modena dal 1936, nonché presidente della Società dei Naturalisti e Matematici di Modena nel biennio 1936-37, collaborò alla redazione di alcune voci del terzo volume della nota Enciclopedia delle matematiche elementari e complementi. 
Medaglia d'Oro dei Benemeriti della Scuola, della Cultura e dell'Arte, scrisse apprezzati testi universitari di fisica generale e sperimentale.

## Alcune opere
- Lezioni di fisica (con Luigi Puccianti), Società Tipografico-Editrice Modenese, Modena, 1945 (con successive edizioni).
- Esercitazioni pratiche di fisica (con Antonio Pignedoli), Editrice A. Tarantola, Modena, 1946.
- Guida teorico-pratica alle esercitazioni di fisica (con Antonio Pignedoli), Editrice A. Tarantola, Modena, 1952.
- Complementi di fisica, Parte I, CEDAM, Padova, 1960.